# Eurois fumea
Eurois fumea là một loài bướm đêm trong họ Noctuidae.